# Ciao (Magazin)
Ciao (jap. ちゃお, Chao) ist ein japanisches Manga-Magazin, das sich an ein jugendliches weibliches Publikum richtet, hauptsächlich Grund- und Mittelschüler, und daher zur Shōjo-Kategorie gezählt wird. Es erscheint seit 1977 monatlich bei Shogakukan. Verkaufte sich das Magazin 2005 noch etwa 1 Million Mal im Monat und war damit das auflagenstärkste in seiner Zielgruppe, gingen die Verkaufszahlen bis 2016 auf 480.000 zurück.

## Serien (Auswahl)
- 12 Jahre von Nao Maita
- Beauty Pop von Kiyoko Arai
- Chibi Devi! von Hiromu Shinozuka
- Cutie Honey F von Yukako Iisaka
- Dennō Coil von Mitsuo Iso und Mizuki Kuze
- Dr. Rin ni Kiite Mite! von Kiyoko Arai
- Fushigiboshi no Futagohime von Mayuki Anan
- Gokujō!! Mecha Mote Iinchō von Tomoko Nishimura
- Happy Happy Clover von Tatsuyama Sayuri
- Kirarin Revolution von An Nakahara
- Kocchi Muite! Miiko von Eriko Ono
- Mahō Shōjo Tai Arusu von Mai Shinna
- Mirmo! von Hiromu Shinozuka
- Mizuiro Jidai von Yuu Yabuuchi
- Muka Muka Paradise von Yumiko Igarashi und Fumiko Shiba
- Niji-iro Prism Girl von An Nakahara
- Panyo Panyo Di Gi Charat von Hina
- PriPara von Hitsuji Tsujinaga
- Pukupuku Tennen Kairanban von Sayuri Tatsuyama
- Puriri! Lilpri von Mai Jinna
- Die Schokohexe von Rino Mizuho
- Slow Step von Mitsuru Adachi
- Tonde Būrin (Ein Fall für Super Pig) von Taeko Ikeda
- Utena. Revolutionary Girl von Be-Papas und Chiho Saitō
- Wedding Peach von Sukehiro Tomita und Nao Yazawa
- Yo-kai Watch von Chikako Mori